# Сначала они убили моего отца: Воспоминания дочери Камбоджи
Снача́ла они́ уби́ли моего́ отца́: Воспомина́ния до́чери Камбо́джи (англ. First They Killed My Father: A Daughter of Cambodia Remembers) — автобиографическая книга американской писательницы Лун Ун, опубликованная в 2000 году лондонским издательством «Харпер Коллинз», в которой она описывает правление «красных кхмеров» и геноцид в Камбодже 1975—1979 гг. Повесть экранизирована в 2017 году Анджелиной Джоли.

## Сюжет
До пяти лет Лун Ун жила со своей семьей в Пномпене. Она была одной из семи детей высокопоставленного государственного чиновника. Лун была не по годам развитым ребёнком, любила городские рынки, жареных сверчков, куриные бои и испытывать терпением своих родителей. В то время как её мать беспокоилась, что Лун была нарушителем спокойствия, её любимый отец знал, что Лун была умной девочкой.
В апреле 1975 года армия «красных кхмеров» Пола Пота захватила Пномпень, семья Ун покинула свой дом и переехала в деревню, чтобы скрыть свою личность, свое образование, свою прежнюю привилегированную жизнь. Семье пришлось разделиться, чтобы выжить. Поскольку Лун была стойкой и целеустремленной, она обучалась в качестве ребенка-солдата в рабочем лагере для сирот, в то время как другие братья и сестры были отправлены в трудовые лагеря. Когда вьетнамцы освободили Камбоджу, свергнув красных кхмеров, выжившие братья и сестры постепенно воссоединились. Воодушевленная шокирующей храбростью одного своего брата и добротой своей сестры среди жестокости, Лун начала новую жизнь.

## Критика
Книга подверглась резкой критике со стороны Соди Лэй, соучредителя веб-сайта Кхмерского института, за исторические неточности и культурологическую недостоверность. Ознакомившись с этой негативной рецензией в статье Общества изучения многоэтнической литературы США (The Society for the Study of the Multi-Ethnic Literature of the United States), доктор Банконг Туон признал критику Соди Лэя, но также защитил работу Ун. Вместо того чтобы полностью отвергать то, что написала Ун, Туон полагает, что учёные должны читать книгу «Сначала они убили моего отца» не для того, чтобы собрать исторические факты о красных кхмерах, а для того, чтобы прочувствовать эмоциональную правду и рассмотреть субъективную оценку, повествовательные пробелы и трещины, как признак травмы и свидетельство разрушения, совершенных «красными кхмерами».

## Экранизация
По книге был снят фильм, продюсером и режиссером которого стала Анджелина Джоли. Премьера фильма состоялась 18 февраля 2017 года в Сием Рипе, Камбоджа.
«В основе всего этого — история Лун», — заявляет Джоли о фильме. «Это история войны глазами ребенка, но это также история страны». Чтобы составить точный портрет геноцида и войны, Джоли использовала только камбоджийских актеров, говорящих на их родном языке, кхмерском. Она собрала сотни выживших и их детей, чтобы воссоздать их истории. Фильм снимался в Камбодже.

### Рецензии
- Richard Bernstein. Books of the Times; Chilling First-Person Tales From Cambodia (англ.). The New York Times (19 апреля 2000).
- Winston Shi. Three Books Review: “First They Killed My Father” (англ.). The Stanford Daily (17 сентября 2013).

### Интервью
- Brian Lamb. Booknotes interview with Ung on First They Killed My Father (англ.). C-SPAN (19 марта 2000). Дата обращения: 19 декабря 2015. Архивировано из оригинала 12 января 2016 года.